# Tubonemertes wheeleri
Tubonemertes wheeleri är en djurart som tillhör fylumet slemmaskar, och som först beskrevs av Ernest F. Coe 1936.  Tubonemertes wheeleri ingår i släktet Tubonemertes och familjen Dinonemertidae. Inga underarter finns listade i Catalogue of Life.